# Omelan Hładyszowski
Omelan Hładyszowski (w źródłach Emil Gładyszowski lub Emil Gładyszewski; ukr. Омелян Антонович Гладишовський, ur. w 1843 w Galicji, zm. 25 czerwca 1916 w Tarnopolu) – ukraiński lekarz, doktor medycyny, działacz społeczny. Poseł do austriackiej Rady Państwa w Wiedniu IX i X kadencji.

## Życiorys
Studiował medycynę na uniwersytetach we Lwowie i Wiedniu. Zdobył naukowy stopień doktora medycyny.
Jako lekarz powiatowy turczański pracował w 1870, 1871, 1872, 1873, 1874. W latach 1875, 1876, 1877, 1878 pracował jako lekarz powiatowy krakowski, w tym okresie był zastępcą członka komisji egzaminacyjnej dla lekarzy w Krakowie. W 1879, 1880, 1884, 1885 wzmiankowany jako lekarz powiatowy trembowelski z siedzibą w Tarnopolu. Przez pewien czas pracował jako c.k. lekarz (m.in. w 1885, marcu 1886)) i fizyk powiatowy w Tarnopolu (m.in. w kwietniu 1889). W kwietniu 1887 uczestnicy obchodu z powodu jubileuszu dr. Alfreda Biesiadeckiego podczas biesiady koleżeńskiej w hotelu Europejskim we Lwowie odczytali telegram lekarza Hładyszowskiego.
W 1898 (po rezygnacji posła Leona Pinińskiego) wziął udział w wyborach do Rady Państwa w Wiedniu IX kadencji z kurii wiejskiej w okręgu wyborczym (czyli w okręgu gmin wiejskich) Tarnopol – Zbaraż oraz zwyciężył innego kandydata ruskiego (ukraińskiego) Iwana Frankę.
W grudniu 1900 wziął udział w wyborach do Rady Państwa w Wiedniu X kadencji z kurii wiejskiej w okręgu wyborczym Nr XXVII Tarnopol – Zbaraż – Skałat oraz zwyciężył innego kandydata ruskiego (ukraińskiego) Wiaczesława Budzynowskiego.
16 maja 1902 przemawiał podczas posiedzenia czwartkowego Rada Państwa w Wiedniu opisując nędzę chłopów galicyjskich wskutek której podatki mogą być ściągane tylko drogą egzekucji. W 1905, 1908 wzmiankowany jako starszy lekarz powiatowy w Tarnopolu, w 1905 – jako członek czynny oddziału tarnopolsko-zbarasko-skałackiego c. k. Galisyjskiego Towarzystwa Gospodarczego we Lwowie. W 1910 doktor medycyny Omelan Hładyszowski pracował we wsi Kupczyńce.
Jego brat Meliton, zmarły w 1886 pracował jako nauczyciel m.in. był profesorem w c.k. gimnazjum w Stryju.